# Will Durant
William James Durant (North Adams, 5 novembre 1885 – Los Angeles, 7 novembre 1981) è stato un filosofo, saggista e storico statunitense.
Egli in particolar modo è l'autore di numerosi articoli giornalistici oltre che della Storia della Filosofia (The story of philosophy: the lives and the opinions of the greatest philosophers), e della Storia della Civiltà (The story of civilization), 32 volumi che impiegò cinquant'anni a scrivere con l'aiuto della sua compagna Ariel.

## Biografia
Dopo un'educazione molto pia ricevuta dalla madre franco-canadese, Durant comincia a dubitare della sua fede leggendo Aldous Huxley, Charles Darwin, Herbert Spencer ed Ernest Haeckel aderendo agli ideali socialisti nel 1905. Egli entra tuttavia in seminario nel 1909 divenendone ben presto il bibliotecario, ma lo lascia nel 1911 con 40 dollari statunitensi e tante grandi idee. 
Diventa allora professore in una scuola sperimentale di Manhattan dove incontra la sua futura moglie Ariel, che sposa nel 1913. La Storia della Filosofia è pubblicata nel 1921 e se ne vendono due milioni di copie in qualche anno grazie a un articolo favorevole pubblicato dal New York Times. La redazione della Storia della Civiltà comincia nel 1929 e conseguirà il premio Pulitzer per la saggistica per il suo decimo volume. Più di 17 milioni di copie dei suoi libri sono stati venduti fino a oggi nel mondo.
Will Durant si è battuto per l'uguaglianza salariale fra i sessi, il diritto di voto alle donne e per delle migliori condizioni di lavoro dei salariati statunitensi. Non contentandosi semplicemente di scrivere su svariati soggetti, ha messo ugualmente le sue idee in pratica, con l'obiettivo di rendere la filosofia accessibile a tutti. Egli ha operato per la mutua comprensione fra le culture e tra gli individui. Il 10 gennaio 1977 è stato insignito della Medaglia presidenziale della libertà dal Presidente Gerald. R. Ford.

## Storia della Civiltà
- 1:  L'Oriente (Our Oriental Heritage, 1935), Milano, Mondadori, 1956.
- 2:  La Grecia (The Life of Greece, 1939), Milano, Mondadori, 1956.
- 3:  Cesare e Cristo (Caesar and Christ, 1944), Milano, Mondadori, 1957.
- 4:  L'Epoca della Fede (The Age of Faith, 1950), Milano, Mondadori, 1957.
- 5: I Secoli d'oro (The Renaissance, 1953), Milano, Mondadori, 1957.
- 6:  La Riforma (The Reformation, 1957), Milano, Mondadori, 1961.
- 7:  (con Ariel Durant), L'avvento della Ragione (The Age of Reason Begins, 1961), Milano, Mondadori.
- 8:  (con Ariel Durant), L'Età di Luigi XIV (The Age of Louis XIV, 1963), Milano, Mondadori, 1964.
- 9:  (con Ariel Durant), L'Età di Voltaire (The Age of Voltaire, 1965), Milano, Mondadori, 1967.
- 10:  (con Ariel Durant), Rousseau e la Rivoluzione (Rousseau and Revolution, 1967), Milano, Mondadori, 1970.
- 11:  (con Ariel Durant), L'Età di Napoleone (The Age of Napoleon, 1975), Milano, Mondadori, 1978.